# Шевченко, Максим Александрович (футболист, 2002)
Максим Александрович Шевченко (укр. Максим Олександрович Шевченко; род. 8 июня 2002, Львов) — украинский футболист, полузащитник клуба «Барановичи».

## Карьера

### «Барановичи»
Воспитанник футбольной академии минского «Динамо», до этого занимавшись футболом в борисовском БАТЭ. В 2019 году футболист стал выступать за дублирующий состав столичного клуба. С 2021 года футболист также стал подтягиваться к матчам с основной командой клуба, однако на поле так и не вышел. В феврале 2023 года футболист на правах арендного соглашения присоединился к «Барановичам» до конца сезона. Дебютировал за клуб футболист 2 апреля 2023 года в матче против «Островца», выйдя на поле в стартовом составе. Дебютный гол за клуб футболист забил 15 апреля 2023 года в матче против петриковского «Шахтёра». На протяжении сезона футболист выступал за барановичский клуб в роли одного из ключевых игроков, отличившись 9 забитыми голами и результативной передачей. По итогу сезона футболист вместе с клубом завершил чемпионат на итоговом шестом месте. По окончании срока арендного соглашения футболист покинул клуб.

### «Минск»
В январе 2024 года футболист вернулся в минское «Динамо», где вместе с основной командой стал готовиться к новому сезону. В начале марте 2023 года футболист на правах свободного агента перешёл в «Минск», подписав контракт до коцна сезона. Дебютировал за клуб футболист 3 марта 2024 года в четвертьфинальном матче Кубка Беларуси против гродненского «Немана», выйдя на замену на 76 минуте. Первый матч в чемпионате футболист сыграл 31 марта 2024 года против минского «Динамо», выйдя на поле в стартовом составе. Однако закрепиться в основной команде клуба у футболиста не получилось, проведя первую половину сезона за столичный клуб преимущественно на скамейке запасных, результативными действиями не отличившись. В августе 2024 года футболист покинул клуб, расторгнув контракт по соглашению сторон.

### «Барановичи»
В августе 2024 года футболист на правах свободного агента присоединился к «Барановичам». Первый матч за клуб футболист сыграл 11 августа 2024 года против гомельского «Локомотива», выйдя на замену на 71 минуте. Первым результативным действием за клуб футболист отличился 13 сентября 2024 года в матче против клуба АБФФ U-17, отдав голевую передачу. Своим первым забитым голом за клуб футболист отличился 27 октября 2024 года в матче против витебского «Маслайна». На протяжении сезона футболист выступал за барановичский клуб в роли одного из ключевых игроков, отличившись 2 забитыми голами и 2 результативными передачами в рамках Первой лиги. По итогу сезона футболист вместе с клубом завершил чемпионат на итоговом тринадцатом месте в турнирной таблице.
Новый сезон за клуб футболист начал 29 марта 2025 года с матче против «Слонима-2017», выйдя на замену на 70 минуте. В следующем матче 12 апреля 2025 года против клуба «Динамо-БГУФК» футболист отличился своим первым забитым в сезоне голом.

## Международная карьера
В 2018 году футболист получил вызов в юношескую сборную Украины до 17 лет. В октябре 2018 года футболист в составе сборной отправился на квалификационные матчи юношеского чемпионата Европы.